# Bruges-Capbis-Mifaget
Bruges-Capbis-Mifaget is een gemeente in het Franse departement Pyrénées-Atlantiques (regio Nouvelle-Aquitaine). De plaats maakt deel uit van het arrondissement Pau. Bruges-Capbis-Mifaget telde op 1 januari 2022 850 inwoners.

## Geografie
De oppervlakte van Bruges-Capbis-Mifaget bedroeg op 1 januari 2022 16,55 vierkante kilometer; de bevolkingsdichtheid was toen 51,4 inwoners per km².

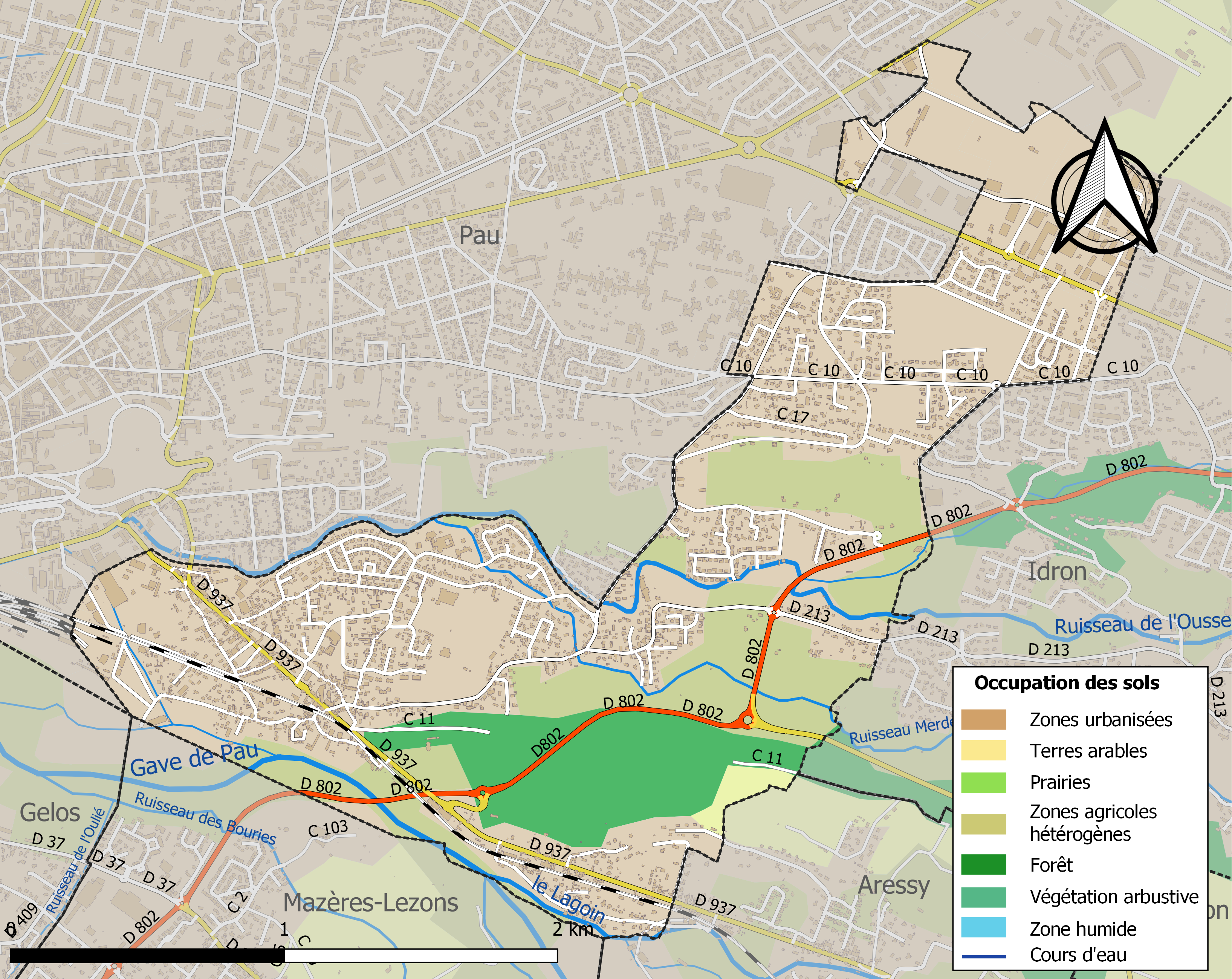
Kaart van de gemeente met belangrijkste infrastructuur, bodemgebruik en omliggende gemeenten

## Demografie
De figuur toont het verloop van het inwonertal (bron: INSEE-tellingen).